# 김덕영 (배드민턴 선수)
김덕영(1991년 9월 12일~)은 대한민국의 배드민턴 선수로, 충주시청 소속으로 활동하고 있다.